# يوجينيا كيلاند
يوجينيا كيلاند (بالنرويجية البوكمول: Eugenia Kielland)‏ هي ناقدة أدبية وكاتِبة وشاعرة نرويجية، ولدت في 23 أبريل 1878، وتوفيت في 7 أبريل 1969.